# Principe du premier réviseur
 (février 2023).
Si vous disposez d'ouvrages ou d'articles de référence ou si vous connaissez des sites web de qualité traitant du thème abordé ici, merci de compléter l'article en donnant les références utiles à sa vérifiabilité et en les liant à la section « Notes et références ».
Le principe du premier réviseur est, en zoologie, l'un des principes directeurs du Code international de nomenclature zoologique (CINZ).
Il complète le principe d'antériorité, qui stipule que le premier nom publié premier prime. Le principe du premier réviseur s'applique à des situations qui ne peuvent pas être résolues par la règle d'antériorité, à savoir quand deux ou plusieurs éléments ont la même date de publication (ou la même année de la publication en l'absence de détails connus). Ces éléments peuvent être deux ou plusieurs noms différents pour un même taxon, deux ou plusieurs noms avec la même orthographe utilisées pour des taxons différents, deux ou plusieurs orthographes différentes d'un nom particulier, etc. Dans ce cas, le premier auteur faisant suite en traitant la question, faisant un choix et publiant sa décision en bonne et due forme, le premier réviseur, doit être suivi.